# Diodora
Diodora es un género de molusco gasterópodos marinos de la familia Fissurellidae, conocidas comúnmente como las lapas hendidas.

## Características
La concha de las especies de este género suele ser cónica, con escultura 'cancelada". La zona apical se encuentra en la mitad anterior de la concha, por lo que tienen una pendiente anterior más corta que la posterior. El orificio de la zona apical puede ser oblongo, tripartido o constreñido en la mitad. La forma del callo interior del agujero apical también puede variar entre ovado o terminar truncado en la parte posterior.

## Hábitats
Como todos los demás fisurélidos, las especies de Diodora son herbívoras y utilizan la rádula para raspar las algas de las rocas. Una excepción es D. apertura, que pasta algunas esponjas.
El agua para la respiración y la excreción entra por debajo del borde de la concha y sale por el "ojo de la cerradura" en el ápice o cerca de él.

## Referencias

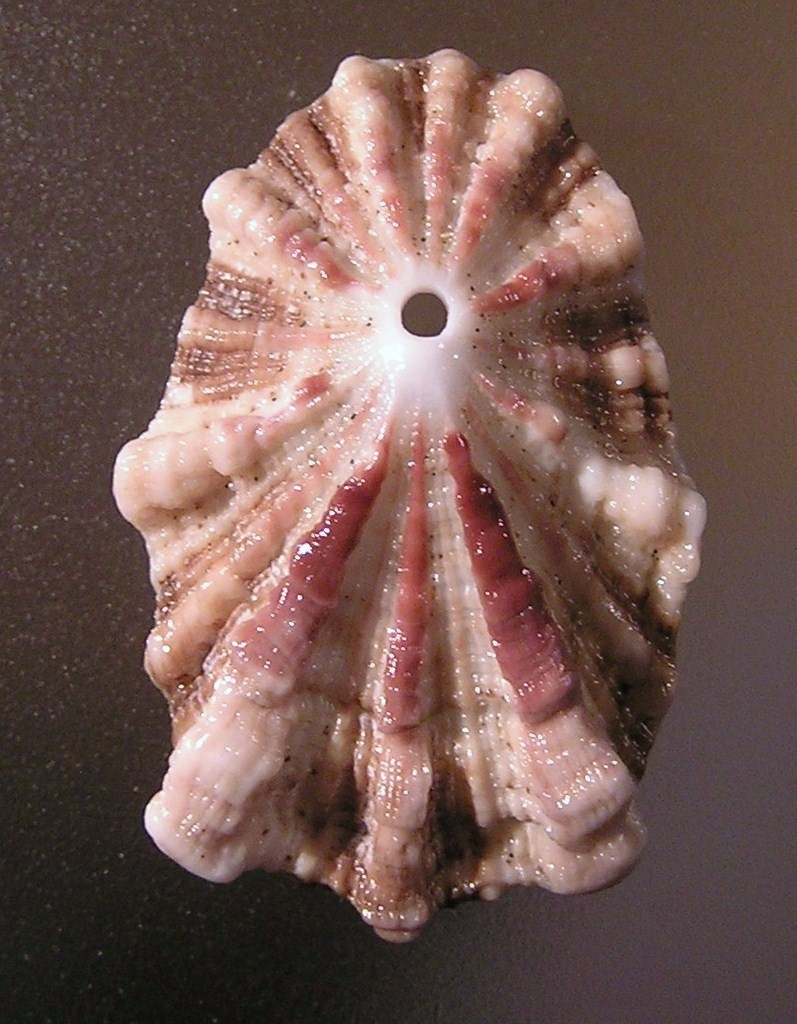
Diodora elizabethae

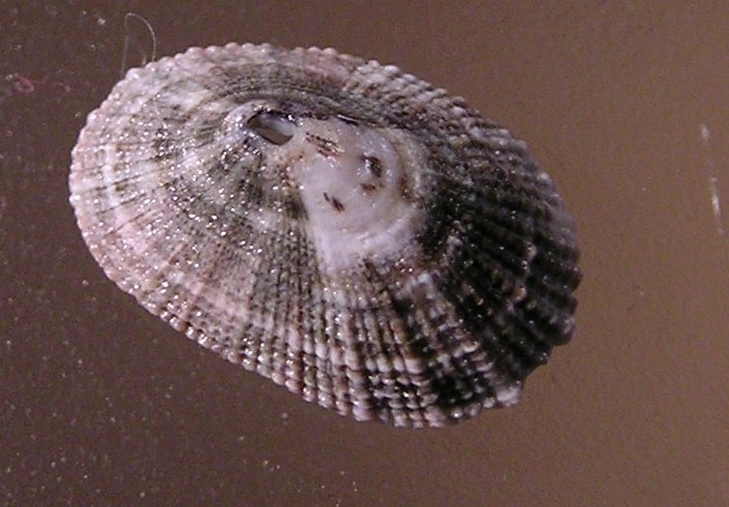
Diodora saturnalis